# Bernd Lange (Politiker, 1960)
Bernd Lange (geboren am 29. Mai 1960 in Dargun; gestorben am 30. Dezember 2024) war ein deutscher Politiker der Sozialdemokratischen Partei Deutschlands (SPD). Von 2021 bis 2024 war er Abgeordneter des Landtags von Mecklenburg-Vorpommern.

## Leben
Lange besuchte die bis 1976 zehnklassige Polytechnische Oberschule, machte von 1976 bis 1978 eine Lehre als Zerspanungsfacharbeiter und leistete anschließend von 1978 bis 1981 seinen Wehrdienst. Von 1981 bis 1982 war er beim Getränkekombinat in Neubrandenburg tätig.
Von 1982 bis zum Eintritt in den Ruhestand 2021 war Lange Polizist, zunächst bei der Deutschen Volkspolizei im Volkspolizeikreisamt in Neustrelitz, anschließend ab 1990 als Polizeibeamter bei der Polizeiinspektion (bis 1995) in Neustrelitz und der dortigen Polizeidirektion (bis 2011), dann beim Polizeipräsidium in Neubrandenburg. Im Jahr 1986 hatte Lange die Schule für Abschnittsbevollmächtigte in Wolfen besucht.
Er wohnte in Neubrandenburg und war Vater zweier Kinder. Im Dezember 2024 starb er im Alter von 64 Jahren.

## Politik
Von 1978 bis 1989 war Lange Mitglied der SED. 
Von 1989 bis 1995 war er Gemeindevertreter der Gemeinde Möllenbeck. 2019 wurde er als Einzelbewerber in die Stadtvertretung Neubrandenburg gewählt und trat der SPD-Fraktion bei; 2021 wurde er Mitglied der SPD. Bei der Landtagswahl 2021 trat Lange im Landtagswahlkreis Neubrandenburg I an, gewann diesen mit 34,6 Prozent der Erststimmen (6001 Stimmen) und zog damit in den 8. Landtag Mecklenburg-Vorpommerns ein. Nach seinem Tod rückte Grit Schmelzer für ihn in den Landtag nach.
Er widmete seine Tätigkeit als Politiker den Themen Polizei und Justizvollzug und war als Obmann im Parlamentarischen Untersuchungsausschuss an der Aufklärung sowie Aufarbeitung der „NSU“-Mordserie und der „Nordkreuz“-Verschwörung beteiligt.